# مولکیرش
مولکیرش (به فرانسوی: Mollkirch) یک کمون در فرانسه با جمعیت ۹۵۱ نفر است که در Canton of Rosheim واقع شده‌است.